# Brazil International 2000
Die Brazil International 2000 (auch São Paulo International 2000 genannt) im Badminton fanden Mitte November 2000 in São Paulo statt.

## Sieger und Platzierte
| Disziplin    | Gold                          | Silber                           | Bronze                                      |
| ------------ | ----------------------------- | -------------------------------- | ------------------------------------------- |
| Herreneinzel | Tjitte Weistra                | Guilherme Pardo                  | Luis Lopezllera                             |
| Herreneinzel | Tjitte Weistra                | Guilherme Pardo                  | Sandro Yudi Waki                            |
| Dameneinzel  | Ximena Bellido                | Doriana Rivera                   | Fernanda Kumasaka                           |
| Dameneinzel  | Ximena Bellido                | Doriana Rivera                   | Gabriella Rodríguez                         |
| Herrendoppel | Mathew Fogarty Dean Schoppe   | Luis Lopezllera Bernardo Monreal | Lucas Araújo Guilherme Kumasaka             |
| Herrendoppel | Mathew Fogarty Dean Schoppe   | Luis Lopezllera Bernardo Monreal | Guilherme Pardo Ricardo Trevelin            |
| Damendoppel  | Ximena Bellido Doriana Rivera | Laura Amaya Gabriella Rodríguez  | Fernanda Kumasaka Carina Ozaki              |
| Damendoppel  | Ximena Bellido Doriana Rivera | Laura Amaya Gabriella Rodríguez  | Sandra Cattaneo Miashiro Min Huai Hao       |
| Mixed        | Tjitte Weistra Doriana Rivera | Bernardo Monreal Laura Amaya     | Luis Lopezllera Gabriella Rodríguez         |
| Mixed        | Tjitte Weistra Doriana Rivera | Bernardo Monreal Laura Amaya     | Guilherme Kumasaka Sandra Cattaneo Miashiro |